# The Gathering
The Gathering е осми студиен албум на американската траш метъл група Testament. Издаден е на 28 юни 1999 г. от Burnt Offerings.

## Обща информация
В албума участват нови музиканти – Стив Диджорджо (бас) и Дейв Ломбардо (барабани). „The Gathering“ включва единадесет песни, като получава високи оценки от критиката и феновете за песните „D.N.R. (Do Not Resuscitate)“, „Riding the Snake“ и „Legions of the Dead“. По това време Ерик Питърсън работи по страничен блек метъл проект – Dragonlord, който повлиява и на „The Gathering“ с бързо темпо и мрачно звучене. Агресивните вокални подходи на Чък Били и мрачният дет метъл звук от последния албум, „Demonic“ (1997), продължават и в „The Gathering“. Разнообразието, постигнато в този албум, постига най-високото признание. Въпреки че песните в албума варират от по-тежък дет метъл с по-мелодичен траш метъл, това е възможност на Били да премине от гроулинг ръмжене до традиционното звучене на Testament.
Към момента на излизането на албума, групата няма музикален клип от 1994 г., като евентуално използва кадри от концерти като видеоклип за популяризиране на „The Gathering“.

## Състав
- Чък Били – вокали
- Ерик Питърсън – китара
- Джеймс Мърфи – китара
- Стив Диджорджо – бас
- Дейв Ломбардо – барабани

## Песни
| 1.    | D.N.R. (Do Not Resuscitate) | 3:34 |
| 2.    | Down for Life               | 3:23 |
| 3.    | Eyes of Wrath               | 5:26 |
| 4.    | True Believer               | 3:36 |
| 5.    | 3 Days in Darkness          | 4:41 |
| 6.    | Legions of the Dead         | 2:37 |
| 7.    | Careful What You Wish For   | 3:30 |
| 8.    | Riding the Snake            | 4:13 |
| 9.    | Allegiance                  | 2:37 |
| 10.   | Sewn Shut Eyes              | 4:15 |
| 11.   | Fall of Sipledome           | 4:48 |
| 42:10 |                             |      |